# Casimiro Barbado González
Casimiro Barbado González (Santa Cruz del Valle, Ávila, 4 de marzo de 1916 -id. 22 de marzo de 2007) fue un maestro, pedagogo, político y escritor español.

## Biografía

### Infancia y adolescencia
Casimiro Barbado nació el 4 de marzo de 1916 en Santa Cruz del Valle (Ávila) en el seno de una familia humilde con ocho hermanos (uno de ellos, Julián, murió con 11 años). Su padre fue trabajador resinero y desde pequeños, los hermanos mayores tuvieron que ayudar en las tareas del campo, siendo Casimiro, el mayor de los hermanos, el único que tuvo acceso a estudios fuera de la escuela local. Esto fue por empeño de su maestro, don Mariano Fernández, quien ayudó a que en 1930 comenzara sus estudios de Magisterio por libre en la Normal de Ávila, que concluyó en 1934. Tuvo que convencer a sus padres de que su formación no les costaría nada, pues la enseñanza, libros, e incluso otras necesidades, se las proporcionó su propio maestro. Antes habían rechazado la oferta de la Compañía de Jesús de llevarlo interno y proporcionarle la educación adecuada ingresando en la orden.

### Aires de Guerra
El curso 1935/36 fue destinado, ya como maestro, a la pequeña localidad asturiana de Eno, del lugar de Cirieño, parroquia de Sebarga, del concejo de Amieva, en el partido de Cangas de Onís. Un pueblo “Condenado a no recibir un rayo de sol en todo el santo invierno” pero del que guardó siempre un emocionado recuerdo, en particular por el comportamiento de sus vecinos, quienes, con motivo de su condena por un tribunal franquista,  firmaron favorablemente un manifiesto sobre su buena conducta durante el curso en el que estuvo ejerciendo. Su iniciada vocación literaria comenzó a dar fruto aquel curso en colaboraciones en la revista comarcal “La Voz del Sella”.
Al mismo tiempo había superado con éxito los “cursillos del 36” –entonces no se llamaban oposiciones-, lo que le permitía asegurar su futuro como maestro propietario. En el verano de 1936 se produjo la sublevación militar que dio origen a la guerra civil, que triunfó inmediatamente en su Santa Cruz natal. Allí fue detenido y enviado a la prisión de Arenas de San Pedro junto con su padre, capturado al intentar averiguar lo que había sido de su hijo. Liberados por milicianos de Candeleda, ante el avance de las tropas sublevadas que descendían por el Puerto del Pico, padre e hijo huyeron buscando las líneas republicanas, que encontraron en las inmediaciones del Puerto de Mijares, donde se unieron a las tropas de milicianos. Allí fueron testigos de la preocupante desorganización militar que al fin y al cabo ayudaría a decantar el signo de la guerra a favor de los sublevados.

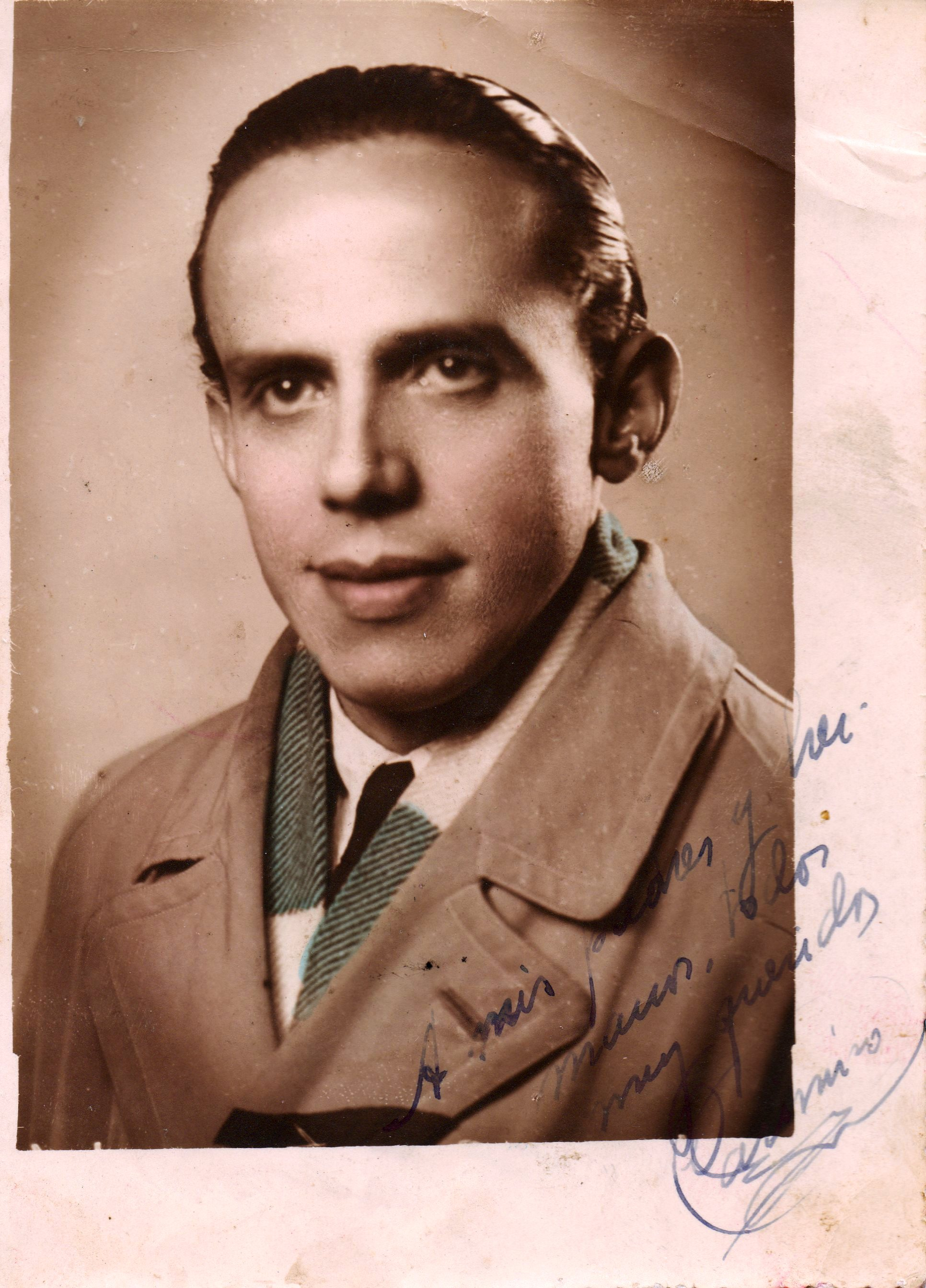
Casimiro Barbado en su juventud

En 1937 fue enrolado como miliciano de cultura en la 46 división, comandada por Valentín González “El Campesino”. Desempeñó su trabajo en una residencia-hogar para convalecientes en Fresno de Torote. Posteriormente, como responsable de las milicias de cultura de la 201 brigada mixta, fue destinado a cubrir el frente de Javalambre, donde también realizó labores de sanidad, incluyendo el transporte de heridos desde el mismo frente. Tras la pérdida del territorio que la batalla del Ebro supuso para la República fue destinado a la defensa de Valencia y permaneció allí hasta que se produjo la derrota definitiva de la República el 1 de abril de 1939. Regresó a Madrid, donde fue apresado y recluido en un campo de concentración y posteriormente procesado y condenado por “auxilio a la rebelión”. Ingresó en la prisión provincial de Ávila, donde cumplió parte de la pena impuesta, quedando en libertad el 2 de diciembre de 1942, tras tres años y medio de reclusión.
Mientras tanto, en su pueblo natal, su familia fue represaliada: Un hermano de su padre y su hijo fueron fusilados en el puerto del Pico. Su padre, su madre y las dos hermanas mayores ingresaron en prisión. A su madre la pasearon por el pueblo rapada y embadurnada con pez. Se hizo cargo de la familia su hermano Eduardo, quien se dedicaba a guardar ovejas como oficio para sobrevivir y mantener a la familia. Es de destacar el poema que Casimiro dedicó a su hermano desde la cárcel:
"A mi hermano Eduardo"
“Durante tres años, tú y los otros hermanos más pequeños formasteis un hogar destartalado. Faltaban el padre, la madre y las dos hermanas mayores. Y a tus 13 años tuviste que buscar, entre montes y vericuetos, entre calores y fríos, el pan tuyo y de tus tres hermanos. Recibe, como premio, este poema de gratitud”
Era una tarde fría, fría, fría;
de crudo invierno; sin sol.
Silbaba el viento como un loco
llamando a las brujas…
¡Qué tarde, Señor!
¡Estaba el paisaje tan triste,
sin un gorjeo,
sin una flor…!
Por un estrecho sendero de carámbanos,
paseaban solitos
el miedo y las penas;
y mi pobre hermano,
al amor de un repecho,
lloraba,
soñaba,
y guardaba ovejas.

### En libertad bajo el régimen

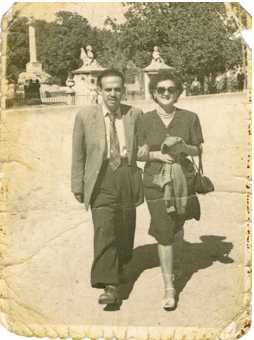
Paseando por el Retiro con su esposa Inés

Con la prohibición de acercarse a su pueblo natal, y con obligación de dar conocimiento de su domicilio y presentarse regularmente ante la justicia, sobrevivió gracias a trabajos diversos: representante de productos de perfumería, clases particulares, traducciones del francés para un profesor invidente, y transcripciones a la escritura Braille (tras un laborioso aprendizaje) de textos para el Colegio Nacional de Ciegos. En este tiempo conoció a quien sería su esposa, su apoyo y gran amor de su vida, Inés López, con la que tuvo cuatro hijos y una hija.
Mientras tanto pudo obtener la graduación de la Escuela Oficial de Idiomas en la especialidad de francés, y al no ser válido el título de maestro republicano tuvo que cursar por libre el bachiller universitario en las materias no convalidadas y opositar nuevamente para obtener plaza como maestro en el pueblo de Paredes de Sigüenza (Guadalajara). Al mismo tiempo culminó su licenciatura en filosofía y letras, sección de pedagogía, en la Universidad Central de Madrid, tras lo que fue contratado como profesor de la Escuela de Magisterio de la Iglesia y del Colegio de la Sagrada Familia de Sigüenza (Guadalajara). Siete años duró su estancia por tierras de la provincia de Guadalajara, tiempo durante el cual se preparó la oposición al cuerpo de inspectores de Enseñanza Primaria, obteniendo la vacante de la zona comarcal de Cabeza del Buey (Badajoz), y tomando posesión en febrero de 1960.
'''Inspector en Cabeza de Buey'''
“Con la flor del almendro te conocí. Venía para irme, y no me fui”
Entre 1960 y hasta su jubilación en 1985 Casimiro Barbado desarrolló su labor educativa en la zona de Cabeza del Buey y otras zonas colindantes de la provincia de Badajoz: las de Castuera, Herrera del Duque y Llerena, que frecuentemente quedaban desiertas de titulares. Durante estos años su labor estuvo encaminada a potenciar la escuela pública y la obligatoriedad de la enseñanza. Toda la labor realizada se plasma en su libro “Por los Pueblos de la Serena y la Siberia. Recuerdos”, memoria de la evolución de la enseñanza y de sus protagonistas en los treinta y siete pueblos que estuvieron bajo su jurisdicción. El trabajo realizado tuvo su colofón en la petición unánime de ayuntamientos y colegios de la Cruz de Alfonso X el Sabio, galardón que no llegó por su pasado de lucha antifranquista.
No olvidó Casimiro Barbado su condición de maestro represaliado por el franquismo, y siempre tuvo en la máxima consideración y protección a los maestros que, despojados de su docencia pública, sobrevivían a duras penas ofreciendo clases particulares.

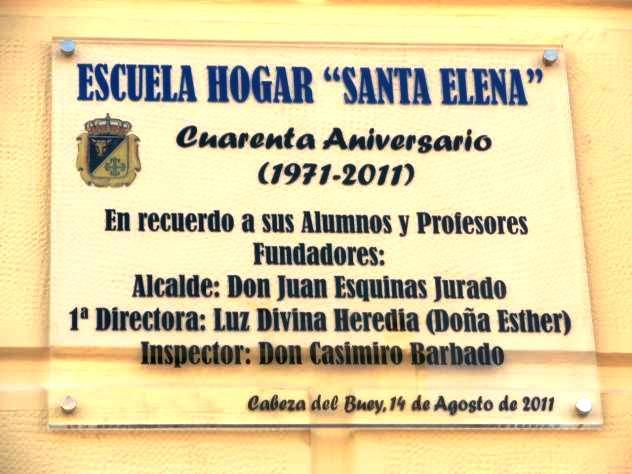

Una de sus realizaciones más celebradas fue conseguir la creación de tres Escuelas Hogar en Cabeza del Buey que dieron cobijo a los hijos de los pastores que vivían diseminados por los campos de la Serena y la Siberia extremeña, para los que no existía la posibilidad de transporte que pudiera permitir su escolarización. Estas instituciones, hoy ampliamente recordadas por sus beneficiarios a través de una asociación, permitieron la oportunidad de acceder a la escuela, y por ende a estudios superiores, a cientos de niños y niñas cuyo destino estaba marcado por el analfabetismo.

### El tiempo perdido y recuperado

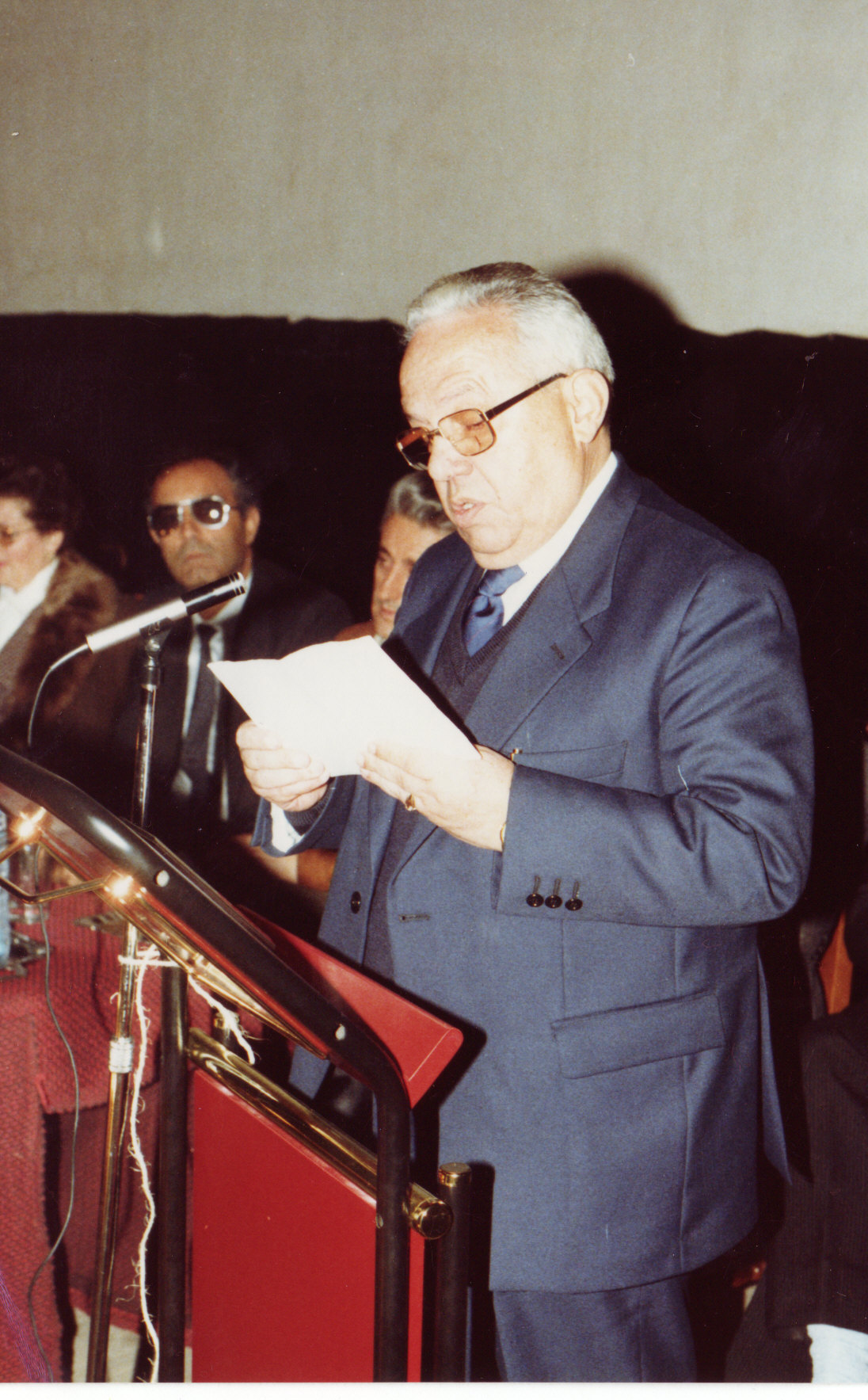
Durante su homenaje en 1985

Nada más asomar la democracia en España, Barbado refundó la agrupación socialista de Cabeza del Buey, una agrupación que fue la primera del PSOE que se creó en Extremadura, en 1887, por encargo directo de Pablo Iglesias al escritor Felipe Trigo, que a la sazón residía en Cabeza del Buey. Por aquellos años Cabeza del Buey constituía uno de los municipios más poblados de Extremadura, con un gran número de trabajadores del campo, de RENFE y de la industria textil.
Así, fue el primer presidente de la etapa democrática posfranquista. En las elecciones generales de 1979 obtuvo escaño en el Senado y más tarde fue cabeza de lista en las elecciones locales de primavera de 1979, elecciones que en un principio ganó la UCD por una diferencia de 32 votos. Esta elección fue anulada por irregularidades en el voto emitido por correo, celebrándose nuevos comicios el 2 de octubre del mismo año, obteniendo el PSOE ocho de los trece concejales, con lo que Barbado llegó a ser el primer alcalde de la democracia en 1979. Las realizaciones más importantes de esta etapa fueron la inauguración del abastecimiento domiciliario de agua corriente, la renovación de la red eléctrica y del alumbrado público, la creación de una escuela de formación profesional, la construcción de una guardería infantil y de un centro de salud subcomarcal, el ajardinamiento en el barrio de San Roque, la inauguración del complejo polideportivo-hotelero y la piscina municipal, la creación de la casa de la cultura y apertura de la biblioteca municipal que lleva su nombre, la ordenación urbanística del casco urbano y del término municipal, entre muchas otras. Pero, sobre todo, la democratización de la vida pública y la transparencia en la gestión mediante la creación de una gaceta municipal para informar puntualmente a los vecinos de la vida del municipio. 
En 1985, con motivo de su jubilación y su despedida, el Ayuntamiento le nombró hijo adoptivo de la villa y en el cine España de Cabeza del Buey se le rindió un multitudinario homenaje al que asistieron personas de todos los pueblos de las comarcas donde ejerció su labor como inspector de Enseñanza Primaria durante 25 años. 
Tras su jubilación se retiró a vivir en su Santa Cruz del Valle natal donde fijó su residencia, y donde falleció el 22 de marzo de 2007.

## Obras
- “Historia del Maestro Español" [¿cuándo?]
- Varias colaboraciones en “La voz del Sella” [¿cuándo?]
- “Marisa y Manolín”, ”La cueva de los ladrones”, “La locura del tío Ciriaco” Cuentos publicados por editorial PAIDOS.[¿cuándo?]
- Boletín de la zona de inspección de Cabeza del Buey “Ecos de la Zona” [¿cuándo?]
- “Por los pueblos de la Serena y Siberia Extremeñas” Diputación de Badajoz.[¿cuándo?]
- Colaboraciones en los diarios “HOY” y “Diario de Ávila” [¿cuándo?]
- Colaboraciones anuales en el programa de ferias de Cabeza del Buey.[¿cuándo?]
- Poesía escondida y desperdigada” Contracento.[¿cuándo?]
- "Chiflados, majaretas y bobalicones. Cuentos de amor y ternura” Contracento.